# Dévastation (batteria galleggiante)
La Dévastation fu una batteria galleggiante, capoclasse della classe Dévastation, in servizio con la Marine nationale dal 1855 al 1871.

## Servizio

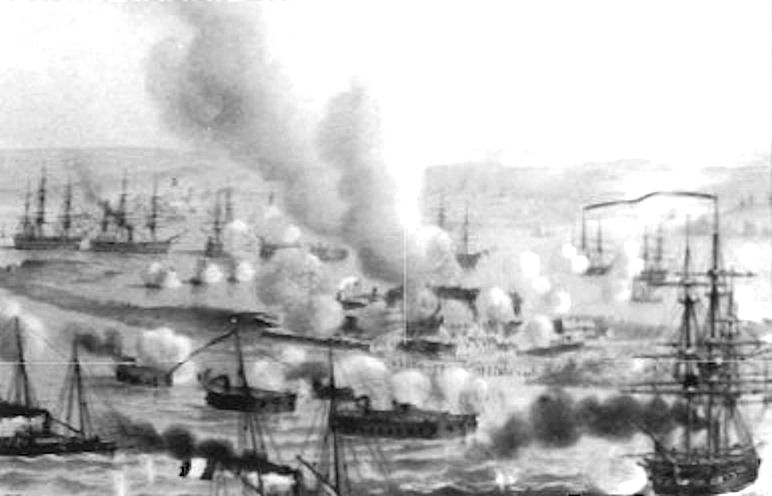
La Dévastation, la Lave e la Tonnante durante la battaglia di Kinburn, 1855

Costruita a Cherbourg, fu varata il 17 aprile 1855, entrando in servizio il 25 aprile dello stesso anno.
Assieme alle sorelle Lave e Tonnante, fu inviata nel Mar Nero per assistere la flotta in legno francese impegnata nella guerra di Crimea. A causa delle forti limitazioni all'apparato propulsivo, tipiche delle batterie galleggianti, la Dévastation fu rimorchiata dalla Albatros fino alla baia di Kamiesch, a sud di Sebastopoli. Il viaggio durò 45 giorni, con tappe a Cadice, Algeri, Malta e Beikos.
Il 17 ottobre, assieme alla Lave e alla Tonnante, attaccò Kinburn, radendo al suolo le difese terrestri russe.
Nel luglio 1856 ritornò in Francia, a Tolone. Dal giugno al luglio 1859, sempre assieme Lave e alla Tonnante, operò nel Mar Adriatico nell'ambito della seconda guerra d'indipendenza italiana.
Nel 1863 fu messa in riserva. Dal 1867 al dicembre 1868 operò come nave scuola per artiglieri assieme alla Louis XIV. Fu demolita a Tolone nel 1872.